# Japan i olympiska vinterspelen 1972
Japan deltog med 85 deltagare vid de olympiska vinterspelen 1972 i Sapporo. Totalt vann de en guldmedalj, en silvermedalj och en bronsmedalj.

## Medaljer

### Guld
- Yukio Kasaya - Backhoppning, normal backe.

### Silver
- Akitsugu Konno - Backhoppning, normal backe.

### Brons
- Seiji Aochi - Backhoppning, normal backe.